# Праманда
Пра́манда (греч. Πράμαντα) — село в Греции. Расположено на высоте 784 метров над уровнем моря в горах Дзумерка, в 27 километрах к юго-востоку от Янины, в 42 километрах к северо-востоку от Арты и в 284 километрах к северо-западу от Афин. Административный центр общины Вория-Дзумерка в периферийной единице Янина в периферии Эпир. Население 1137 человек по переписи 2011 года.

## Сообщество Праманда
Сообщество создано в 1912 году (ΦΕΚ 254Α). В сообщество Праманда входит три села. Население 1527 человек по переписи 2011 года. Площадь 39,435 квадратных километров.
| Населённый пункт | Население (2011), человек |
| ---------------- | ------------------------- |
| Праманда         | 1137                      |
| Цопела           | 164                       |
| Христи           | 226                       |

## Население
| Год  | Население, человек |
| ---- | ------------------ |
| 1991 | 828                |
| 2001 | 822                |
| 2011 | ↗ 1137             |